# Казали (Ланд)
Казали (фр. Cazalis) насеље је и општина у југозападној Француској у региону Аквитанија, у департману Ланд која припада префектури Мон де Марсан.
По подацима из 2011. године у општини је живело 155 становника, а густина насељености је износила 30,21 становника/km². Општина се простире на површини од 5,13 km². Налази се на средњој надморској висини од 100 метара (максималној 127 m, а минималној 40 m).

## Демографија
| 1962. | 1968. | 1975. | 1982. | 1990. | 1999. | 2011. |
| ----- | ----- | ----- | ----- | ----- | ----- | ----- |
| 143   | 165   | 167   | 157   | 132   | 134   | 155   |

График промене броја становника у току последњих година